# 牧夫座BY
牧夫座BY，又名BD+44 2325，HD 123657、SAO 44901、HR 5299，是牧夫座的一颗恒星，视星等为5.27，位于銀經85.26，銀緯67.26，其B1900.0坐标为赤經14h 3m 55.9s，赤緯+44° 67.26′ 48″。